# روجر خان (بارون مخدرات)
روجر خان (بالإنجليزية: Roger Khan)‏ هو بارون مخدرات غياني، ولد في 13 يناير 1972 في غيانا.